# Джалинда (село)
Джалинда (рос. Джалинда) — село у Сковородінському районі Амурської області Російської Федерації. Розташоване на території українського історичного та етнічного краю Зелений Клин.
Входить до складу муніципального утворення Джалиндинська сільрада. Населення становить 1123 особи (2018).

## Клімат
Село знаходиться у зоні, котра характеризується континентальним субарктичним кліматом. Найтепліший місяць — липень із середньою температурою 19.2 °C (66.6 °F). Найхолодніший місяць — січень, із середньою температурою -27.7 °С (-17.8 °F).
| Клімат Джалинди         | Клімат Джалинди | Клімат Джалинди | Клімат Джалинди | Клімат Джалинди | Клімат Джалинди | Клімат Джалинди | Клімат Джалинди | Клімат Джалинди | Клімат Джалинди | Клімат Джалинди | Клімат Джалинди | Клімат Джалинди | Клімат Джалинди |
| Показник                | Січ.            | Лют.            | Бер.            | Квіт.           | Трав.           | Черв.           | Лип.            | Серп.           | Вер.            | Жовт.           | Лист.           | Груд.           | Рік             |
| Середня температура, °C | −27,7           | −22,7           | −12,7           | 0,3             | 9,2             | 16,3            | 19,2            | 16,1            | 8,5             | −2,1            | −17,7           | −25,6           | −3,2            |
| Норма опадів, мм        | 6.1             | 4.5             | 7.4             | 21.6            | 39.4            | 73.3            | 110.7           | 103.8           | 53.6            | 23.3            | 13.7            | 7.4             | 464.9           |
| ----------------------- | --------------- | --------------- | --------------- | --------------- | --------------- | --------------- | --------------- | --------------- | --------------- | --------------- | --------------- | --------------- | --------------- |
| Джерело: Weatherbase    |                 |                 |                 |                 |                 |                 |                 |                 |                 |                 |                 |                 |                 |

## Історія
З 20 жовтня 1932 року входить до складу новоутвореної Амурської області.
З 1 січня 2006 року входить до складу муніципального утворення Джалиндинська сільрада.

## Населення
| 2002  | 2010  | 2012  | 2013  | 2014  | 2015  | 2016  |
| ----- | ----- | ----- | ----- | ----- | ----- | ----- |
| 1524  | ↘1224 | ↘1209 | ↘1197 | ↘1166 | ↗1176 | ↘1158 |
| 2017  | 2018  |       |       |       |       |       |
| ↘1135 | ↘1123 |       |       |       |       |       |